# Wijk en Aalburg
Wijk en Aalburg (dialect: Wijk en Aolburg) is een dorp in de gemeente Altena in de Nederlandse provincie Noord-Brabant. Het is gelegen aan het Heusdensch Kanaal en de Afgedamde Maas, in het Land van Heusden. Het dorp heeft 6759 inwoners (1 januari 2023).
Tot 1973 was Wijk en Aalburg een zelfstandige gemeente. Sindsdien was Wijk en Aalburg samengevoegd met de voormalige gemeenten Eethen en Veen tot de nieuwe gemeente Aalburg. Wijk en Aalburg was de hoofdplaats hiervan. Sinds 1 januari 2019 werd deze weer onderdeel van de gemeente Altena. De dichtstbijgelegen steden zijn 's-Hertogenbosch in het zuidoosten en Waalwijk in het Zuidwesten.

## Geschiedenis

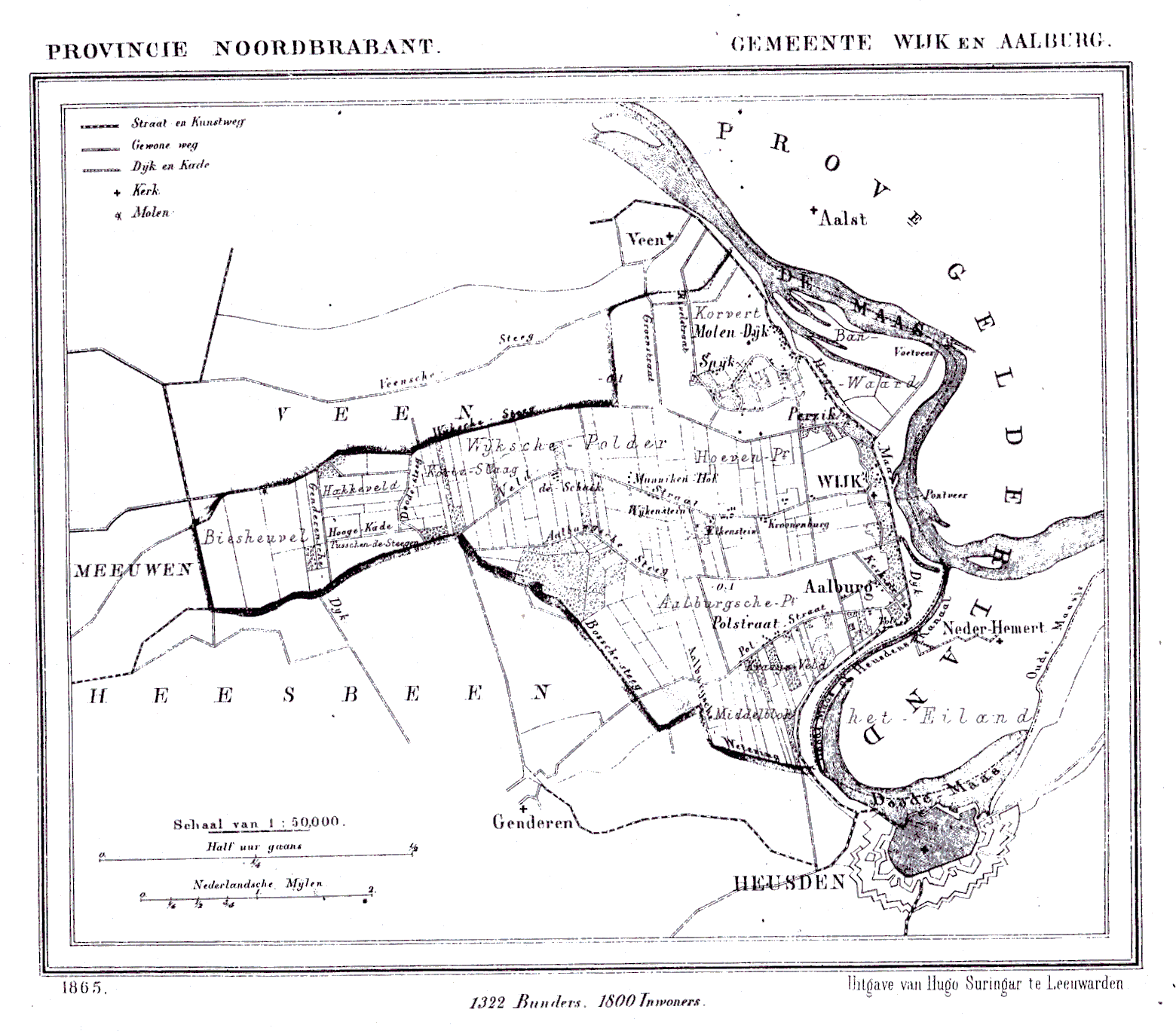
Wijk en Aalburg in 1865

Wijk en Aalburg is geleidelijk ontstaan door aaneengroeiing van de zelfstandige dorpen Wijk en Aalburg. Wijk ligt ten noorden van Aalburg. In 1814 werden ze tot één gemeente samengevoegd. Beide dorpen waren benedendorpen van het Land van Heusden, dat sedert 1357 bij het Graafschap Holland hoorde.

### Wijk
Wijk was oorspronkelijk een zelfstandige heerlijkheid. Sedert 1459 waren de heerlijke rechten in handen van de Abt van de Abdij van Middelburg, en sedert 1562 in handen van de Bisschop van Middelburg. In 1574 kwam aan dit bisdom een einde en gingen de rechten over naar de Grafelijkheid van Holland. In 1724 werd de heerlijkheid weer aan een persoon uitgegeven, en wel aan Maarten Vlaardingerwoud, die schepen was van Rotterdam. De laatste persoon die de heerlijke rechten bezat was ambachtsvrouwe Maria Leopoldina Catharina van Oijen, douairière van Kretschmar van Oijen. Tot 1811 beschikte Wijk over een schepenbank, die de lagere en middelbare juridische bevoegdheid bezat. Voor overige rechtszaken moest men naar Heusden. Isaak Tirion beschreef het dorp in de 18e eeuw als een aangenaam met bomen beplant deftig dorp bestaande uit 133 huizen. Men vond er bovendien het Kasteel Wijkestijn en het Kasteel Kronenburg.

### Aalburg
Aalburg werd voor het eerst vermeld in 889. Van een kerk werd voor het eerst melding gemaakt in 1010. Deze was aan Sint-Trudo gewijd en het patronaatsrecht berustte bij de Abdij van Sint-Truiden. Aalburg was een ambachtsheerlijkheid en aanvankelijk kleiner dan Wijk. Ook deze heerlijkheid kwam in 1724 in handen van Maarten Vlaardingerwoud. Deze bezat echter slechts de lagere jurisdictie. Tot de bouwwerken behoorden de Stenen Camer, een hoeve met een geschiedenis die terugging tot de 12e eeuw, en Kasteel Craeijenveld, dat in 1431 werd opgedragen aan de Graaf van Holland en door Jacob van Oudenhoven beschreven werd als: een schoon edelmans huijs of slot. Dit kasteel werd begin 19e eeuw afgebroken.

## Economie
Van de agrarische bedrijvigheid nam de veeteelt de belangrijkste plaats in, gevolgd door landbouw en tuinbouw. De melkveehouderij was het belangrijkst en begin 20e eeuw begon de hoenderteelt aan belang te winnen. De landbouwgewassen waren in 1865, in volgorde van belangrijkheid: tarwe, aardappelen, haver, rogge, bonen, koolzaad, en vlas. Daarnaast was er paarden- en rundveefokkerij en fruitteelt. Hooi werd geleverd aan de Meierij van 's-Hertogenbosch.
Van de nijverheid kan Mandenmakerij De Vlijt genoemd worden. Dit was een soort werkverschaffingsproject en ook de boeren konden er in de wintermaanden wat bijverdienen. Dit bedrijf was in de 19e eeuw opgezet, beleefde omstreeks 1906 haar hoogtepunt met de uitvoer van wit mandenwerk naar Engeland, en werd in 1910 omgezet in een NV. Er werden veel manden naar Duitsland uitgevoerd. In 1923 werd het bedrijf stilgelegd.
In het dorp is J.C. van Rossum Orgelbouw gevestigd, een bekende onderneming die in Nederland en in de Duitse grensstreek o.a. kerkorgels bouwt en restaureert.
Omstreeks 1900 kende Wijk een zestal konijnenslachterijen.
Een kleine scheepswerf sloot in 1914 de poorten.
De Maas en het Heusdensch Kanaal boden de mogelijkheid tot handel. Vanaf 1851 waren er regelmatige diensten op Rotterdam en Gorinchem door beurtschippers. Sedert 1881 voer er zelfs een schroefstoomboot op Rotterdam, die passagiers, goederen en vee vervoerde. Producten als boter, fruit en groenten werden verhandeld.
Door het graven van de Bergsche Maas in 1904 kwam Wijk en Aalburg in een enigszins geïsoleerde positie te liggen.

## Bezienswaardigheden
- De Hervormde kerk van Aalburg, is een van oorsprong gotisch kerkje met 14e-eeuwse toren en Rijksmonument. De Hervormde gemeente bouwt een nieuwe kerk naast de oude, die in 2010 gereedkomt. Dit omdat het oude kerkje te klein is geworden.
- Aan de Maasdijk te Aalburg bevindt zich de stellingmolen De Twee Gebroeders, een gerestaureerde korenmolen uit 1872.
- De kerkgebouwtjes van de Gereformeerde Gemeente (1929), de Vrije Oud Gereformeerde Gemeente (1951) en de Gereformeerde Gemeente in Nederland (1980), alle aan de Polstraat te Aalburg gelegen, hebben een geringe architectonische waarde. Wél getuigen ze van de diversiteit aan protestantse kerkgenootschappen in deze plaats.
- Het gebouw van de Hersteld Hervormde Kerk te Wijk stamt uit 2007 en is gelegen aan de Engelsestoof. Het heeft geen noemenswaardige architectonische waarde.
- De Hervormde kerk van Wijk, gelegen aan de Grote Kerkstraat, heeft een schip en een koor die in de 18e eeuw sterk zijn verbouwd. Aan de koorzijde zijn nog sporen te vinden van de oorspronkelijke driebeukige tufstenen kerk. Het koor werd vermoedelijk in 1420 voltooid en is later tot consistoriekamer verbouwd. Koor en schip werden in 1953 gerestaureerd. De 15e-eeuwse vlakopgaande toren werd tijdens de Tweede Wereldoorlog zwaar beschadigd, doch hersteld in 1955. Ze heeft enkele spaarvelden en boogfriezen, alsmede een traptoren. Ze bestaat uit drie geledingen en heeft een ingesnoerde torenspits. De kansel is uit het midden van de 17e eeuw, en de kerk bezit drie 18e-eeuwse koperen kroonluchters.
- Diverse boerderijen, waaronder enkele van het Altenase dwarsdeeltype. De oudste is uit einde 18e eeuw en bevindt zich aan Grote Kerkstraat 69 te Wijk.

## Foto's

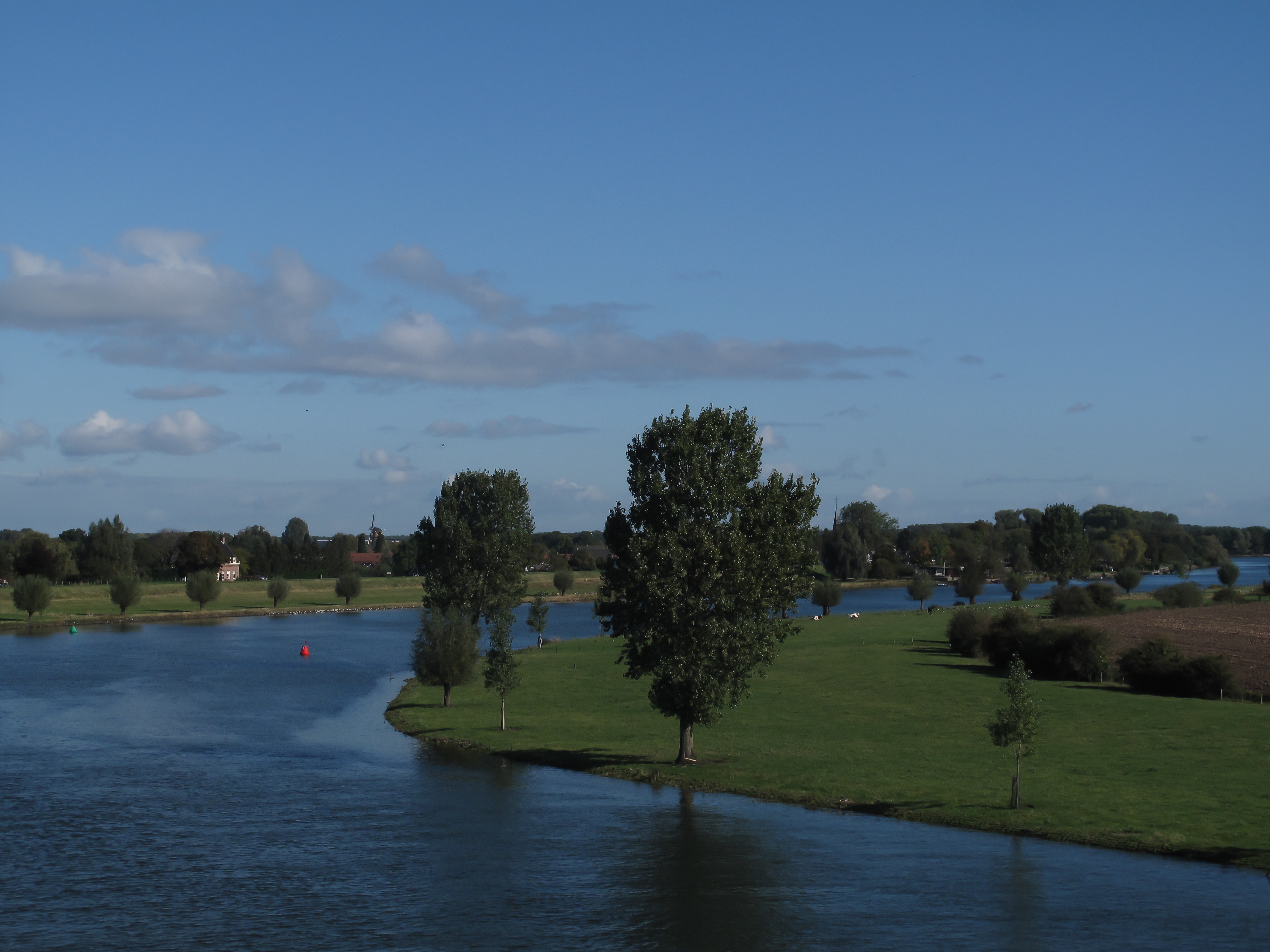
bij Wijk en Aalburg, zicht naar dorp vanaf brug over Heusdensch Kanaal
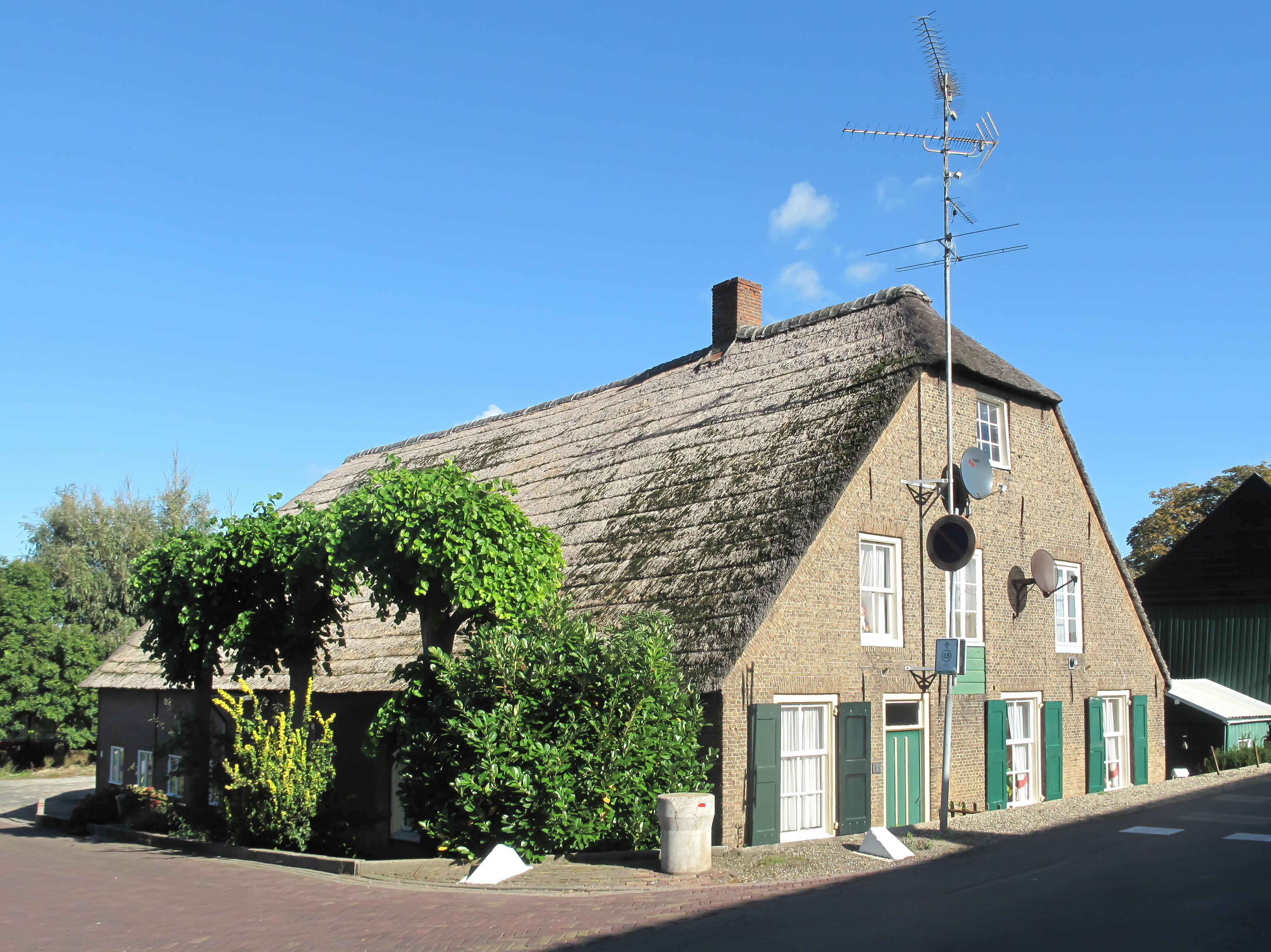
Wijk en Aalburg, monumentale boerderij op de Maasdijk
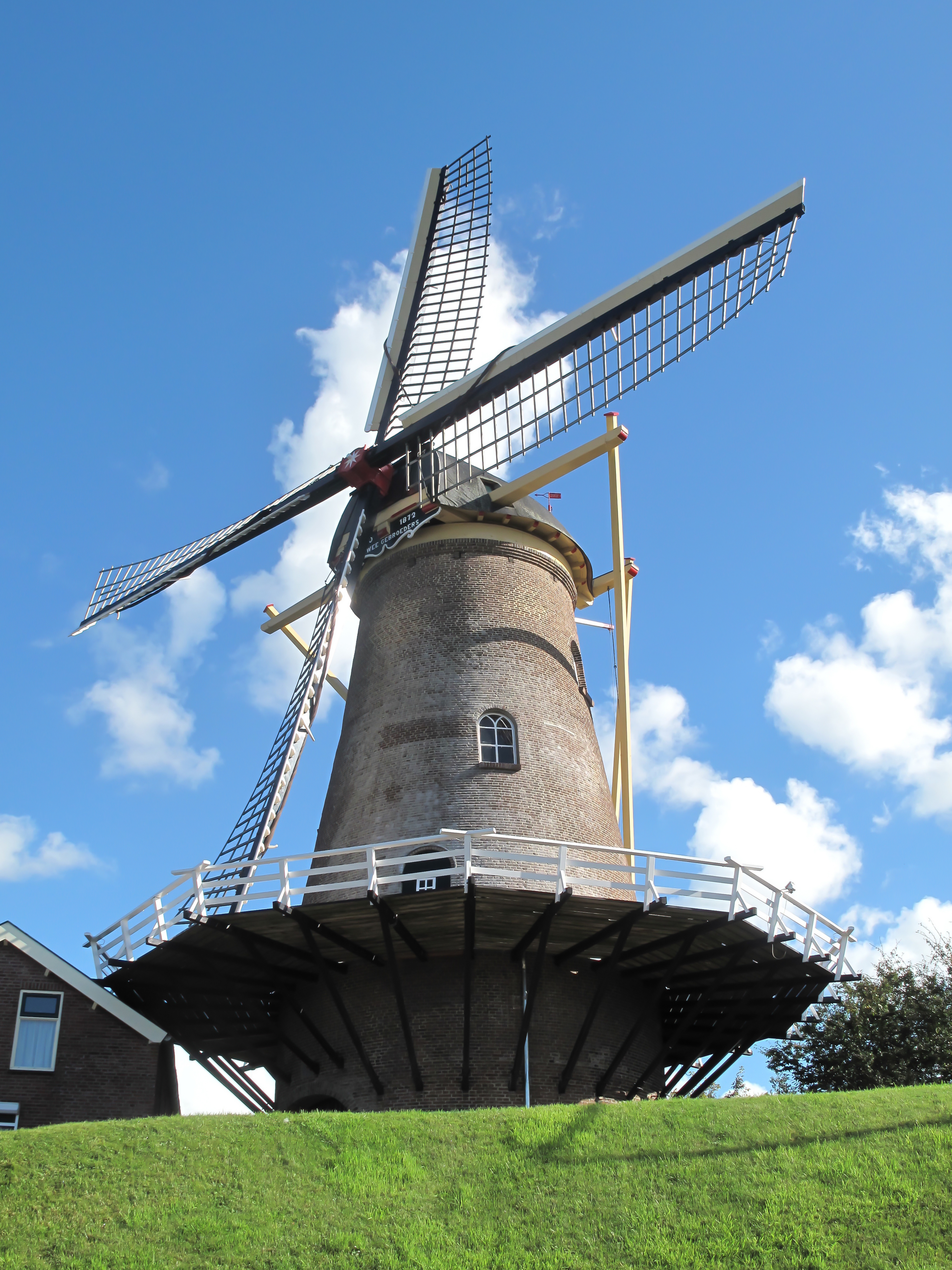
Wijk en Aalburg, stellingmolen de Twee Gebroeders

## Natuur en landschap
Wijk en Aalburg is gelegen aan de Afgedamde Maas en het Heusdensch Kanaal. Wijk en Aalburg wordt omringd door een grootschalig polderlandschap. Tegenover Spijk, ten noorden van Wijk, ligt de Wijkse Waard, een uiterwaard met enkele kreken in de Afgedamde Maas.

## Onderwijs
Er zijn twee basisscholen, een school voor voortgezet onderwijs, het Willem van Oranje College, en een school voor middelbaar beroepsonderwijs, het Da Vinci College.

## Geboren
- Elsbeth van Rooy-Vink, wielrenster

Hoofdplaats: Almkerk
Stad: Woudrichem      
Dorpen: Andel · Babyloniënbroek · Drongelen · Dussen · Eethen · Genderen · Giessen · Hank · Meeuwen · Nieuwendijk · Rijswijk · Sleeuwijk · Uitwijk · Veen · Waardhuizen · Werkendam · Wijk en Aalburg

Buurtschappen: Bronkhorst · Buurtje · De Baan · De Hoef · Duizend Morgen · Eng · Hill · Hoekeinde · Keizersveer · Kerkeinde · Kievitswaard · Kille · Korn · Moleneind · Oudendijk · Peerenboom · Schans · Spijk · Stenenheul · Steurgat · Uppel · Vierbannen · Vijcie · 't Zand · Zandwijk

Verdwenen plaatsen: Aartswaarde · Almonde · Eemkerk · Emmikhoven · Gansoyen · Hagoort · Honswijk · Munsterkerk · Muilkerk

Noord-Brabant: Steden en dorpen in Noord-Brabant      Nederland: Provincies · Gemeenten